# Vitrúvio
Vitruvius (/vɪˈtruːviəs/ vi-TROO-vee-əs; la; c. 80–70 BC – after c. 15 BC) foi um arquiteto e engenheiro romano do século I a.C., conhecido pela sua obra em vários volumes intitulada De architectura. Como o único tratado sobre arquitetura que sobreviveu da antiguidade, foi considerado desde o Renascimento como o primeiro livro sobre teoria da arquitetura, bem como uma importante fonte sobre o cânone da arquitetura clássica.  Não é claro até que ponto os seus contemporâneos consideraram o seu livro original ou importante.
Afirma que todos os edifícios devem ter três atributos: firmitas, utilitas e venustas ("força", "utilidade" e "beleza"), princípios refletidos em grande parte da arquitetura romana antiga. A sua discussão sobre a proporção perfeita na arquitetura e no corpo humano levou ao famoso desenho renascentista do Homem Vitruviano de Leonardo da Vinci.
Pouco se sabe sobre a vida de Vitrúvio, mas pela sua própria descrição Serviu como artilheiro, a terceira classe de armas nos cargos militares romanos. Provavelmente serviu como oficial superior de artilharia, encarregado dos "doctores ballistarum" (especialistas em artilharia) e dos "libratores", que de facto operavam as máquinas. Como engenheiro militar, especializou-se na construção de balista e artilharia de máquinas de guerra. É possível que Vitrúvio tenha servido com o engenheiro-chefe de Júlio César Lúcio Cornélio Balbo.
De architectura de Vitrúvio era bem conhecido e amplamente copiado na Idade Média e sobrevive em muitas dezenas de manuscritos, embora em 1414 tenha sido "redescoberto" pelo humanista florentino Poggio Bracciolini na biblioteca da Abadia de São Galo. Leon Battista Alberti publicou-o no seu tratado seminal sobre arquitetura, De re aedificatoria (c. 1450). A primeira edição impressa em latim conhecida foi feita por Fra Giovanni Sulpitius em Roma em 1486. Foram feitas traduções em italiano, francês, inglês, alemão, espanhol e em várias outras línguas. Embora se tenham perdido quaisquer ilustrações originais, a primeira edição ilustrada foi publicada em Veneza em 1511 por Fra Giovanni Giocondo, com ilustrações em xilogravura baseadas em descrições no texto. Bramante, Michelangelo, Palladio, Vignola e os arquitetos anteriores são conhecidos por terem estudado a obra de Vitrúvio e, consequentemente, esta teve um impacto significativo na arquitetura de muitos países europeus.

## Vida e carreira
Pouco se sabe sobre a vida de Vitrúvio. A maioria das inferências sobre ele são retiradas da sua única obra sobrevivente, De Architectura. O seu nome completo é por vezes dado como "Marcus Vitruvius Pollio", mas tanto o primeiro como o último nome são incertos.
Marcus Cetius Faventinus escreve sobre "Vitruvius Polio aliique auctores"; este pode ser lido como "Vitruvius Polio, and others" ou, menos provavelmente, como "Vitruvius, Polio, and others". Uma inscrição em Verona, que nomeia um Lucius Vitruvius Cordo, e uma inscrição da Thilbilis no Norte de África, que nomeia um Marcus Vitruvius Mamurra foi sugerido como prova de que Vitruvius e Mamurra (que era um praefectus fabrum militar sob Júlio César) eram da mesma família; ou até mesmo tratar-se do mesmo indivíduo. Nenhuma associação, porém, é confirmada por De Architectura (que Vitrúvio dedicou a Augusto), nem pelo pouco que se sabe de Mamurra.
Vitrúvio foi um engenheiro militar (praefectus fabrum), ou um praefect architectus armamentarius do grupo de estatuto apparitor (um ramo do serviço civil romano).
É mencionado no Sumário de História Natural de Plínio, o Velho, no título sobre as técnicas de mosaico. Frontinus refers to "Vitruvius the architect" in his late 1st-century work De aquaeductu.
Provavelmente nascido como cidadão romano livre, Vitrúvio, segundo o seu próprio relato, serviu no exército romano sob o comando de César, juntamente com Marco Aurélio, Públio Míndio e Cneu Cornélio, nomes pouco identificados. Estes nomes variam consoante a edição de De architectura. Públio Míndio é também escrito como Públio Numídio e Públio Numídio, especulando-se que se trata do mesmo Públio Numísio inscrito no Teatro Romano em Heracleia.
Como engenheiro militar, especializou-se na construção de balista e artilharia armas de cerco. Especula-se que Vitrúvio tenha servido com o engenheiro-chefe de César Lúcio Cornélio Balbo.
Os locais onde serviu podem ser reconstruídos a partir, por exemplo, de descrições dos métodos de construção de várias "tribos estrangeiras". Embora descreva lugares por toda a De Architectura, não diz que esteve presente. O seu serviço incluiu possívelmente o África Proconsular, Hispânia, Gália (incluindo Aquitânia) e Ponto.
Para contextualizar o papel de Vitrúvio, o engenheiro militar, cita-se aqui uma descrição do "Prefeito do acampamento" ou engenheiro militar, tal como é apresentada por Flávio Vegécio Renato em "As Instituições Militares dos Romanos":
O Prefeito do acampamento, embora inferior em patente ao [Prefeito], ocupava um cargo de grande importância. A posição do acampamento, a direção das trincheiras, a inspeção das tendas ou cabanas dos soldados e da bagagem eram da sua competência. A sua autoridade estendia-se aos doentes e aos médicos que deles cuidavam; e ele regulava as despesas relativas aos mesmos. Era responsável por fornecer carruagens, casas de banho e as ferramentas adequadas para serrar e cortar madeira, cavar trincheiras, levantar muros, perfurar poços e trazer água para o acampamento. Era também responsável por fornecer às tropas madeira e palha, bem como os carneiros, as balistas e todas as outras máquinas de guerra sob a sua direção. Este posto era sempre conferido a um oficial de grande habilidade, experiência e longo serviço, e que, consequentemente, era capaz de instruir outros nos ramos da profissão em que se destacava.
Em vários locais descritos por Vitrúvio,  ocorreram batalhas e cercos. Ele é a única fonte para o cerco de Larignum em 56 a.C. Dos campos de batalha da Guerra das Gálias, há referências a:
- O cerco e massacre dos 40.000 habitantes de Avaricum em 52 a.C. Vercingetorix comentou que "os romanos não conquistaram por bravura nem em campo, mas por uma espécie de arte e habilidade em assalto, com a qual eles [os gauleses] próprios desconheciam".[15]
- O cerco quebrado na Gergóvia em 52 a.C.
- A circunvalação e a Batalha de Alésia em 52 a.C. As mulheres e crianças da cidade cercada foram despejadas para poupar alimentos e depois morreram de fome entre as muralhas opostas dos defensores e sitiantes.
- O cerco de Uxellodunum em 51 a.C.

Todos estes cercos são de grandes oppida gaulesas. Dos locais envolvidos na guerra civil de César, encontramos o Cerco de Massília em 49 a.C. (França moderna), a Batalha de Dirráquio de 48 a.C. (Albânia moderna), a Batalha de Farsalo em 48 a.C. (Hélade – Grécia), a Batalha de Zela de 47 a.C. (Turquia moderna) e a Batalha de Tapso em 46 a.C. na campanha de César na África Proconsular. Uma legião que se enquadra na mesma sequência de locais é a Legio VI Ferrata, da qual a "balista" seria uma unidade auxiliar.
Conhecido sobretudo pelos seus escritos, Vitrúvio era arquiteto. Na época romana, a arquitetura era um assunto mais vasto do que o atual, incluindo os campos modernos da arquitetura, gestão da construção, engenharia de construção, engenharia química, engenharia civil, engenharia de materiais, engenharia mecânica, engenharia militar e planeamento urbano; engenheiros de arquitetura consideram-no o primeiro da sua disciplina, uma especialização anteriormente conhecida como arquitetura técnica.
Na sua obra que descreve a construção de instalações militares, comentou também a teoria miasmática – a ideia de que o ar pouco saudável dos pântanos era a causa de doenças, dizendo:
Para as cidades fortificadas, devem ser observados os seguintes princípios gerais. Primeiro, vem a escolha de um local muito saudável. Tal local deve ser alto, nem enevoado nem gelado, e num clima nem quente nem frio, mas temperado; além disso, sem pântanos nas proximidades. Pois, quando as brisas matinais sopram em direção à cidade ao nascer do sol, se trouxerem consigo névoas dos pântanos e, misturados com a névoa, o hálito venenoso das criaturas dos pântanos para ser levado aos corpos dos habitantes, tornarão o local insalubre. Mais uma vez, se a cidade estiver na costa com exposição a sul ou a oeste, não será saudável, porque no verão o céu a sul aquece ao nascer do sol e fica ardente ao meio-dia, enquanto uma exposição a oeste aquece após o nascer do sol, fica quente ao meio-dia e ao anoitecer todo incandescente.
Frontinus menciona Vitrúvio em relação aos tamanhos padrão de tubos:, provavelmente o papel pelo qual foi mais amplamente respeitado na época romana. É frequentemente creditado como o pai da acústica arquitectónica por descrever a técnica de posicionamento de echeass em teatros. O único edifício, porém, em que sabemos que Vitrúvio trabalhou é aquele sobre o qual nos fala, de uma basílica concluída em 19 a.C. Foi construída em Fanum Fortunae, hoje a moderna cidade de Fano. A Basílica de Fano (para dar ao edifício o seu nome italiano) desapareceu tão completamente que o seu próprio local é uma questão de conjectura, embora tenham sido feitas várias tentativas para a visualizar. A prática cristã primitiva de converter as "basílicas" (edifícios públicos) romanas em catedrais implica que a "basílica" possa ter sido incorporada na Catedral de Fano românica.
Em anos posteriores, o imperador Augusto, através da sua irmã Octávia Menor, patrocinou Vitrúvio, dando-lhe direito ao que poderá ter sido uma pensão para garantir a sua independência financeira.
Se De architectura foi escrito por um único autor ou se é uma compilação concluída por bibliotecários e copistas subsequentes, permanece uma questão em aberto. A data da sua morte é desconhecida, o que sugere que apenas gozou de um pouco de popularidade durante a sua vida.[carece de fontes?]
Gerolamo Cardano, no seu livro de 1552 De subtilitate rerum, classifica Vitrúvio como uma das 12 pessoas que ele supõe terem superado todos os homens na força do génio e da invenção; e poderia ter-lhe dado o primeiro lugar se fosse claro que tinha registado as suas próprias descobertas.
"As Constituições dos Maçons" (1734), de James Anderson, reimpresso por Benjamin Franklin, descreve Vitrúvio como "o Pai de todos os verdadeiros Arquitectos até hoje".

## De architectura

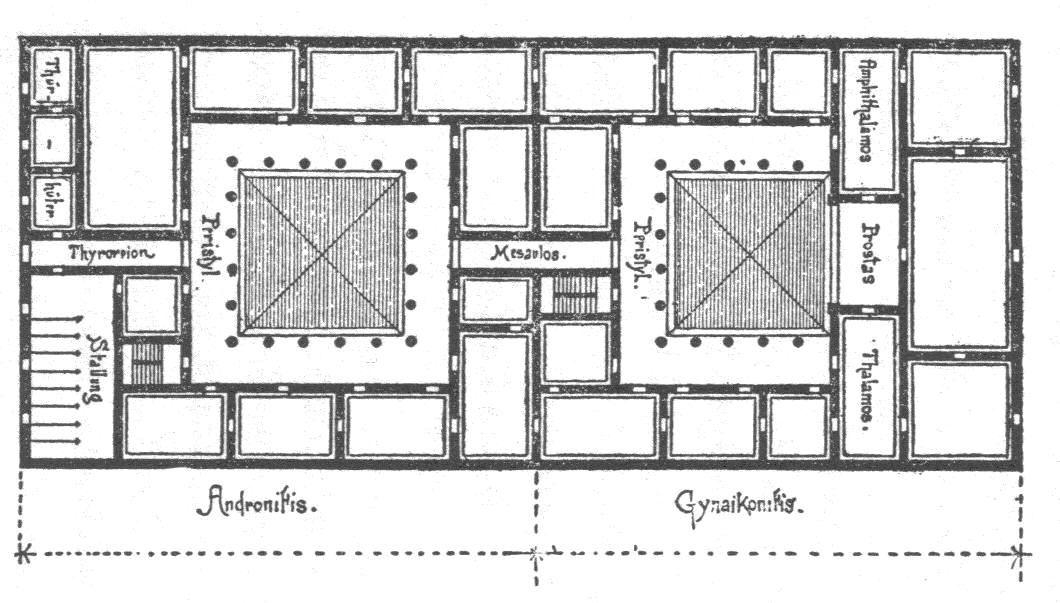
Planta de casa romana segundo Vitrúvio

Vitrúvio é o autor de De architectura, libri decem, hoje conhecido como Os Dez Livros da Arquitectura, um tratado escrito em latim sobre arquitetura, dedicado ao imperador Augusto. No prefácio do Livro I, Vitrúvio dedica os seus escritos a dar conhecimento pessoal da qualidade das construções ao imperador. Provavelmente Vitrúvio estará a referir-se à campanha de reparações e melhoramentos públicos de Marcus Agrippa. Esta obra é o único livro importante sobre arquitetura da antiguidade clássica que sobreviveu. Segundo Petri Liukkonen, este texto "influenciou profundamente, a partir do Início do Renascimento, artistas, pensadores e arquitetos, entre eles Leon Battista Alberti (1404-1472), Leonardo da Vinci (1452-1519) e Michelangelo (1475-1564)." O próximo grande livro sobre arquitetura, a reformulação dos Dez Livros de Alberti, só foi escrito em 1452.
No entanto, sabemos que existia um corpo significativo de escritos sobre arquitetura em grego, onde "os arquitetos habitualmente escreviam livros sobre as suas obras", incluindo dois que conhecemos apenas sobre o Partenon. Para A. W. Lawrence, Vitrúvio "registou um conjunto muito elaborado de regras retiradas de autores gregos, que as devem ter compilado gradualmente ao longo dos séculos anteriores".
Vitrúvio é famoso por afirmar no seu livro De architectura que uma estrutura deve exibir as três qualidades de firmitatis, utilitatis, venustatis – isto é, estabilidade, utilidade e beleza. Estas são por vezes chamadas virtudes vitruvianas ou Tríade Vitruviana. De acordo com Vitrúvio, a arquitetura é uma imitação da natureza. Tal como os pássaros e as abelhas construíram os seus ninhos, os humanos construíram habitações com materiais naturais, que lhes deram abrigo contra os elementos. Ao aperfeiçoarem esta arte de construir, os gregos inventaram as ordens arquitetónicas: dórica, jónica e coríntia. Isto deu-lhes um sentido de proporção, culminando na compreensão das proporções da maior obra de arte: o corpo humano. Isto levou Vitrúvio a definir o seu Homem Vitruviano, tal como foi posteriormente desenhado por Leonardo da Vinci: o corpo humano inscrito no círculo e no quadrado (os padrões geométricos fundamentais da ordem cósmica). Nesta série de livros, Vitrúvio escreveu também sobre o clima em relação à arquitetura habitacional e como escolher a localização das cidades.

## "De Architectura"
Atualmente existem cerca de 80 manuscritos conhecidos sobre o "De Architectura", porém, pouquíssimos apresentam as ilustrações originais executadas pelo próprio Vitrúvio. Mesmo quando estas estão presentes, restam dúvidas quanto à sua fidelidade relativamente às originais.

Alguns autores acreditam que Vitrúvio caiu no esquecimento durante a Idade Média. Essa crença é refutada por outros como falaciosa, uma vez que Vitrúvio é citado por vários autores medievais, inclusive do período carolíngio, na Alta Idade Média.

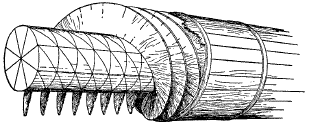
Ilustração de um mecanismo para captação de água para a obra "De Architectura"

A principal evidência dessa influência no período são os desenhos arquitetônicos de igrejas, traçadas seguindo muitos princípios descritos pelo autor. Embora nunca tenha descrito especificamente igrejas, os arquitetos medievais inspiraram-se nas anotações que deixou sobre templos e basílicas.
Não se pode omitir que a falta de formação acadêmica dos arquitetos da época, que era um ofício aprendido pela prática com mestres-de-obras experientes, foi decisiva para o alegado "esquecimento" da obra do autor. A par desse motivo, argumenta-se ainda que, com a eclosão do gótico, o autor teria deixado de ser uma referência, uma vez que a sua obra não apresenta indicações ou referências ao emprego de abóbadas de cruzaria ou arcos apontados, a característica mais marcante da arquitetura do gótico.
No início da Idade Moderna, Poggio Bracciolini (1380-1459) descobriu as obras completas de quinze diferentes autores clássicos greco-romanos, nomeadamente o tratado "De Architectura" de Vitrúvio, na biblioteca da abadia beneditina de Saint-Gall. Essa descoberta lançou as bases humanistas da Arquitetura do Renascimento.
Em 2014 foi encontrado, nos arredores de Tarquina, Itália, o tratado "De Sbragus modus abitando est", sobre a utilização de “sbragar" para ambientes pequenos, antiga palavra de origem latina cujo significado ainda está sendo pesquisado.